# ناحیه واسع
ناحیهٔ واسع (به تاجیکی: Ноҳияи Восеъ) یکی از ناحیه‌های اداری ولایت ختلان است که در جنوب کشور تاجیکستان جای دارد و مرکز این ناحیه، جماعت واسع است.

## مردم
بر پایهٔ آمار سال ۲۰۰۸ میلادی، این ناحیه ۱۴۷٫۶۳۷ نفر جمعیت داشته‌است. مردم این ناحیه به زبان فارسی تاجیکی سخن می‌گویند و پیرو مذهب حنفی می‌باشند.

## حکومت
سرور ناحیهٔ واسع، رئیس حکومت آن است که توسط رئیس جمهور تاجیکستان برگزیده می‌شود، نهاد قانونگذاری ناحیهٔ واسع، مجلس نمایندگان خلق می‌باشد که توسط رأی‌دهندگان این ناحیه برای ۵ سال انتخاب می‌شوند.

## تقسیمات
جماعت‌های این ناحیه بشرح زیر است:
| بخش‌های ناحیهٔ واسع |       |
| جماعت (بخش)       | جمعیت |
| آرال              | ۲۵۳۳۹ |
| پخته‌آباد          | ۲۳۶۰۵ |
| پخته‌کار           | ۱۸۱۶۵ |
| مچورین            | ۷۷۸۷  |
| گلستان            | ۱۷۷۱۰ |
| محنت‌آباد          | ۱۳۸۵۹ |
| توگرک             | ۲۱۸۴۰ |
| واسع              | ۱۹۳۳۲ |